# Camp Sherman (Oregón)
Camp Sherman es un lugar designado por el censo ubicado en el condado de Jefferson en el estado estadounidense de Oregón. En el año 2010 tenía una población de 233 habitantes.

## Geografía
Camp Sherman se encuentra ubicado en las coordenadas 44°26′57.5″N 123°38′58.58″O / 44.449306, -123.6496056.